# Rio de Janeiro

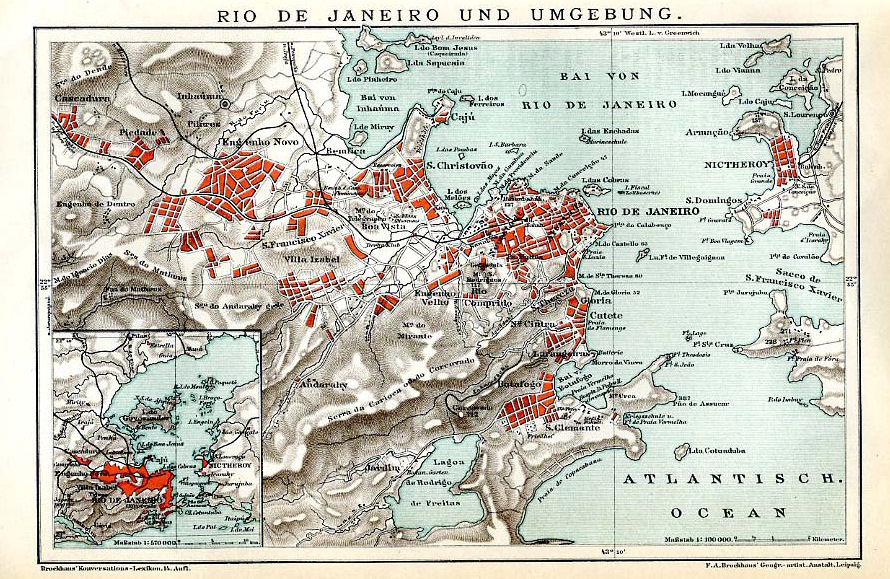
Bản đồ Rio de Janeiro, 1895

Rio de Janeiro (phát âm IPA [ˈʁiu dʒi ʒaˈneiɾu]; theo tiếng Bồ Đào Nha nghĩa là "dòng sông của tháng Giêng"), hay còn gọi tắt là Rio là thành phố tại bang cùng tên (Bang Rio de Janeiro) ở phía Nam Brasil với diện tích 1260 km² và dân số đăng ký là 5,940,224 người. Thành phố này đã từng là thủ đô của Brasil giai đoạn 1763-1960 và của Đế quốc Bồ Đào Nha từ 1808-1821. Thành phố thường được gọi tắt là Rio và có biệt danh là A Cidade Maravilhosa (thành phố kỳ diệu). Vùng đô thị Rio de Janeiro có dân số lên đến 11.620.000 dân.
Thành phố này nổi tiếng với phong cảnh tự nhiên, các lễ hội carnival và nhạc samba và các loại hình âm nhạc khác, các bãi biển. Ở đây có bức tượng lớn của Đức Jesus đứng trên đỉnh núi nhìn ra biển. Sân bay quốc tế Galeão - Antônio Carlos Jobim kết nối thành phố Rio de Janeiro với các tuyến điểm Brasil và các thành phố trên thế giới. Dù có vẻ đẹp và sự quyến rũ, thành phố này vẫn là một trong những thành phố bạo động nhất thế giới.

## Lịch sử

### Thời kì thuộc địa Bồ Đào Nha

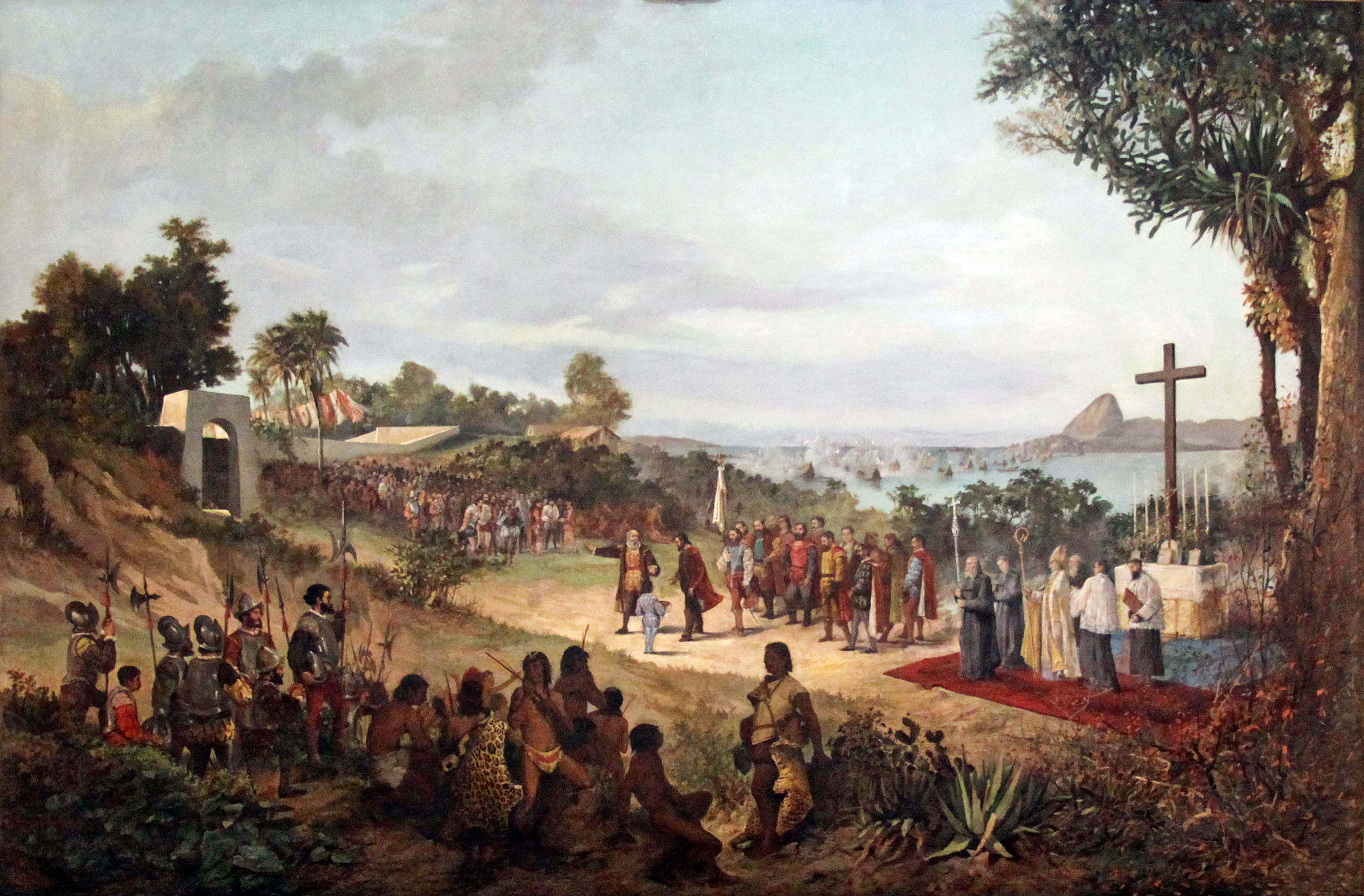
Thành lập Rio de Janeiro năm 1565

Người châu Âu lần đầu tiên gặp vịnh Guanabara vào ngày 1 tháng 1 năm 1502 (do đó gọi là Rio de Janeiro, "sông tháng Giêng"), bởi cuộc thám hiểm của Bồ Đào Nha dưới sự điều hành của thuyền trưởng Gaspar de Lemos của một chiếc tàu trong hạm đội Pedro Álvares Cabral, hoặc dưới Gonçalo Coelho. Được cho là nhà thám hiểm vùng Florence, Amerigo Vespucci, tham gia với tư cách là người quan sát theo lời mời của vua Manuel I trong cuộc thám hiểm đó. Vùng Rio là nơi có người Tupi, Puri, Botocudo và Maxakalí.
Năm 1555, một trong những hòn đảo của vịnh Guanabara, bây giờ được gọi là đảo Villegagnon, đã bị chiếm đóng bởi 500 thực dân Pháp thuộc đô đốc Pháp Nicolas Durand de Villegaignon. Do đó, Villegagnon đã xây dựng Fort Coligny trên đảo khi cố gắng thành lập thuộc địa Antarctique ở Pháp.
Thành phố Rio de Janeiro được thành lập bởi người Bồ Đào Nha ngày 1 tháng 3 năm 1565 và được đặt tên là São Sebastião do Rio de Janeiro, để tôn vinh thánh Sebastian, vị thánh là đồng hương và là người bảo trợ của Sebastião của phong kiến Bồ Đào Nha. Rio de Janeiro là tên của vịnh Guanabara. Cho đến đầu thế kỷ XVIII, thành phố bị đe dọa hoặc xâm chiếm bởi một số hải tặc cướp biển và hải tặc của Pháp như Jean-François Duclerc và René Duguay-Trouin.
Vào cuối thế kỷ XVII, vẫn còn trong thời kỳ Đường, Bandeirantes đã khám phá ra vàng và kim cương trong thuyền trưởng lân cận của Minas Gerais, do đó Rio de Janeiro trở thành một cảng thực tế hơn để xuất khẩu tài sản (vàng, đá quý, ngoài đường) hơn Salvador, Bahia, những nơi xa hơn về phía đông bắc. Vào ngày 27 tháng 1 năm 1763, chính quyền đầu não thuộc địa Bồ Đào Nha ở Brasil được chuyển từ Salvador đến Rio de Janeiro. Thành phố vẫn chủ yếu là thủ đô thuộc địa cho đến năm 1808, khi gia đình hoàng gia Bồ Đào Nha và hầu hết các quý tộc ở Lisbon chạy trốn khỏi cuộc xâm lược Bồ Đào Nha của Napoléon Bonaparte, chuyển đến Rio de Janeiro.

### Thủ đô của đế quốc Bồ Đào Nha
Vốn của vương quốc được chuyển tới thành phố, do đó Rio trở thành thủ đô duy nhất của châu Âu bên ngoài châu Âu. Vì không có không gian vật lý hoặc cơ cấu đô thị để chứa hàng trăm hoàng tộc người Bồ đến một lúc quá đông, nhiều người dân bị đuổi ra khỏi nhà của họ để cho bọn chúng ở. Trong những thập kỷ đầu tiên, một số cơ sở giáo dục đã được tạo ra, chẳng hạn như Học viện Quân sự, Trường Khoa học Hoàng gia, Nghệ thuật và Thủ công và Học viện Mỹ thuật Hoàng gia, cũng như Thư viện Quốc gia Brasil - với bộ sưu tập lớn nhất ở châu Mỹ Latinh - và Vườn Bách thảo. Ấn bản in ấn đầu tiên ở Brasil, Gazeta de Rio de Janeiro, đã được đưa vào lưu thông trong thời kỳ này. Khi Brazil được nâng lên vương quốc vào năm 1815, nó đã trở thành thủ đô của Vương quốc Bồ Đào Nha cho đến khi Hoàng gia Bồ Đào Nha quay trở lại Lisbon năm 1821, nhưng vẫn là thủ đô của Vương quốc Braxin.
Từ thời thuộc địa cho đến những thập niên độc lập đầu tiên, Rio de Janeiro là một thành phố của nô lệ. Đã có một lượng lớn nô lệ từ châu Phi đến Rio de Janeiro: năm 1819, có 145.000 nô lệ sang Rio. Năm 1840, số nô lệ đạt 220.000 người. Cảng Rio de Janeiro lúc ấy là cảng lớn nhất của nô lệ ở châu Mỹ.
Khi hoàng tử Pedro tuyên bố độc lập cho Brazil vào năm 1822, ông quyết định giữ Rio de Janeiro làm thủ đô của đế chế mới của mình trong khi tỉnh này được làm giàu bằng nông nghiệp mía đường ở vùng Campos, đặc biệt là với việc trồng cà phê mới ở thung lũng Paraiba. Để tách tỉnh khỏi thủ đô đế chế, thành phố này đã được cải tạo, vào năm 1834, tại đô thị trung lập, đi qua tỉnh Rio de Janeiro để có Niterói làm thủ đô.
Là một trung tâm chính trị của đất nước, Rio tập trung cuộc sống chính trị-đảng phái của đế quốc. Đây là giai đoạn chính của phong trào bãi nô và cộng hòa trong nửa cuối của thế kỷ XIX. [19] Vào thời điểm đó số lượng nô lệ châu Phi đã giảm đáng kể và thành phố được phát triển với hệ thống cống rãnh hiện đại, xe chở động vật, trạm xe lửa qua thành phố, khí đốt và ánh sáng điện, đường dây điện thoại và điện báo, đường ống nước và đường ống. Rio tiếp tục là thủ đô của Brazil sau năm 1889, khi chế độ quân chủ được thay thế bằng một nước cộng hòa.

### Thời cộng hòa
Vào thời điểm nườc cộng hòa của Brazil được thành lập, thành phố thiếu quy hoạch đô thị và vệ sinh, làm lây lan một số bệnh như sốt vàng, lỵ, đậu mùa, lao và thậm chí là đại dịch Cái Chết Đen.. Pereira Passos, người được mệnh danh là Thị trưởng vào năm 1902, đã đưa ra những cải cách để hiện đại hóa thành phố, phá hủy khu ổ chuột nơi mà phần lớn dân nghèo sống. Những người này, hầu hết là hậu duệ của nô lệ, sau đó chuyển đến sống ở những ngọn đồi của thành phố, bước khởi đầu để tạo ra các đổi mới tiếp theo. Lấy cảm hứng từ thành phố Paris, Passos đã xây dựng Nhà hát Thành phố, Bảo tàng Mỹ thuật Quốc gia và Thư viện Quốc gia ở trung tâm thành phố; mang lại điện năng cho Rio và tạo ra các con đường lớn hơn để thích nghi thành phố với ô tô. Passos cũng đặt tên là Tiến sĩ Oswaldo Cruz làm Tổng giám đốc Y tế Công cộng. Kế hoạch của Cruz để làm sạch thành phố của bệnh bao gồm tiêm chủng bắt buộc của toàn bộ dân số và buộc phải vào nhà để giết muỗi và chuột. Người dân thành phố nổi dậy chống lại chính sách của Cruz, trong cái được gọi là Vắc-xin Revolt.
Năm 1910, Rio chứng kiến cuộc nổi dậy của Lash, trong đó các thành viên phi hành đoàn của Afro-Brazil trong Hải quân Braxin chống lại việc sử dụng nặng nề sự trừng phạt thân thể, tương tự như các nô lệ bị trừng phạt nhận được. Những người nổi dậy nắm quyền kiểm soát tàu chiến Minas Geraes và đe dọa sẽ bắn vào thành phố. Một cuộc nổi dậy quân sự xảy ra vào năm 1922, 18 cuộc nổi dậy của pháo đài Copacabana, một cuộc diễu hành đối với chính trường tân trang của Cộng hòa Old Republic. Cuộc nổi dậy này đánh dấu sự bắt đầu của Tenentism, một phong trào đã dẫn đến cuộc Cách mạng Braxin năm 1930 bắt đầu kỷ nguyên Vargas.
Cho đến những năm đầu của thế kỷ XX, thành phố này chủ yếu giới hạn trong khu phố bây giờ được biết đến như trung tâm thành phố lịch sử (xem bên dưới), trên miệng vịnh Guanabara. Trung tâm trọng lực của thành phố bắt đầu chuyển hướng Nam và Tây sang cái gọi là Zona Sul (Nam Khu) vào đầu thế kỷ XX, khi đường hầm đầu tiên được xây dựng dưới những ngọn núi giữa Botafogo và khu vực lân cận mà bây giờ được gọi là Copacabana. Sự mở rộng thành phố về phía bắc và nam được tạo điều kiện bằng việc củng cố và điện khí hóa hệ thống xe điện của Rio sau năm 1905. Vẻ đẹp tự nhiên của Botafogo, kết hợp với danh tiếng của khách sạn Copacabana Palace, khách sạn sang trọng của châu Mỹ vào những năm 1930, đã giúp Rio giành được danh tiếng ngày nay như một thị trấn bên bãi biển (mặc dù danh tiếng này đã bị làm mờ nhạt trong những năm gần đây) bằng bạo lực favela do buôn bán ma túy.
Đôi khi kế hoạch di chuyển thủ đô của quốc gia từ Rio de Janeiro đến trung tâm của Brazil đã được thảo luận, và khi Juscelino Kubitschek được bầu làm Tổng thống năm 1955, nó đã được thực hiện một phần nhờ sức mạnh của các lời hứa để xây dựng một thủ đô mới. Mặc dù nhiều người nghĩ rằng đó chỉ là hùng biện chiến dịch, Kubitschek đã quản lý để Brasília và một quận liên bang mới được xây dựng với chi phí lớn vào năm 1960. Vào ngày 21 tháng 4 năm đó, thủ đô của Brazil đã chính thức chuyển đến Brasília. Lãnh thổ của liên bang cũ trở thành bang Guanabara, sau vịnh giáp với nó về phía đông, bao gồm thành phố Rio de Janeiro. Sau cuộc đảo chính năm 1964, nơi đã thiết lập chế độ độc tài quân sự, nhà nước-thành phố là bang duy nhất còn lại ở Brazil để chống lại quân đội. Sau đó, vào năm 1975, một đạo luật của tổng thống được gọi là "The Fusion" đã loại bỏ tình trạng liên bang của thành phố và sáp nhập nó với Nhà nước Rio de Janeiro, với thành phố Rio de Janeiro thay thế Niterói làm thủ phủ của tiểu bang và thành lập Rio de Janeiro Vùng đô thị.
Năm 1992, Rio đã tổ chức Hội nghị thượng đỉnh Trái Đất, một hội nghị của Liên Hợp Quốc nhằm chống lại sự thoái hoá môi trường. Hai mươi năm sau, năm 2012, thành phố này đã tổ chức một hội nghị khác về phát triển bền vững, được gọi là Hội nghị Liên hợp quốc về Phát triển Bền vững. Thành phố đã tổ chức Ngày Giới trẻ Thế giới năm 2013, Ngày Giới trẻ Thế giới lần thứ hai ở Nam Mỹ và lần đầu tiên ở Brasil. Trong lĩnh vực thể thao, Rio de Janeiro là chủ nhà của Pan American Games 2007 và vòng chung kết World Cup 2014. Vào ngày 2 tháng 10 năm 2009, Ủy ban Olympic Quốc tế thông báo rằng Rio de Janeiro sẽ tổ chức Thế vận hội Mùa hè 2016 và Thế vận hội Paralympic 2016, đánh bại 3 đối thủ Chicago, Tokyo và Madrid. Thành phố này đã trở thành thành phố đầu tiên của Nam Mỹ tổ chức sự kiện và thành phố châu Mỹ Latinh thứ hai (sau Thành phố México năm 1968) để tổ chức Thế vận hội.

## Địa lí

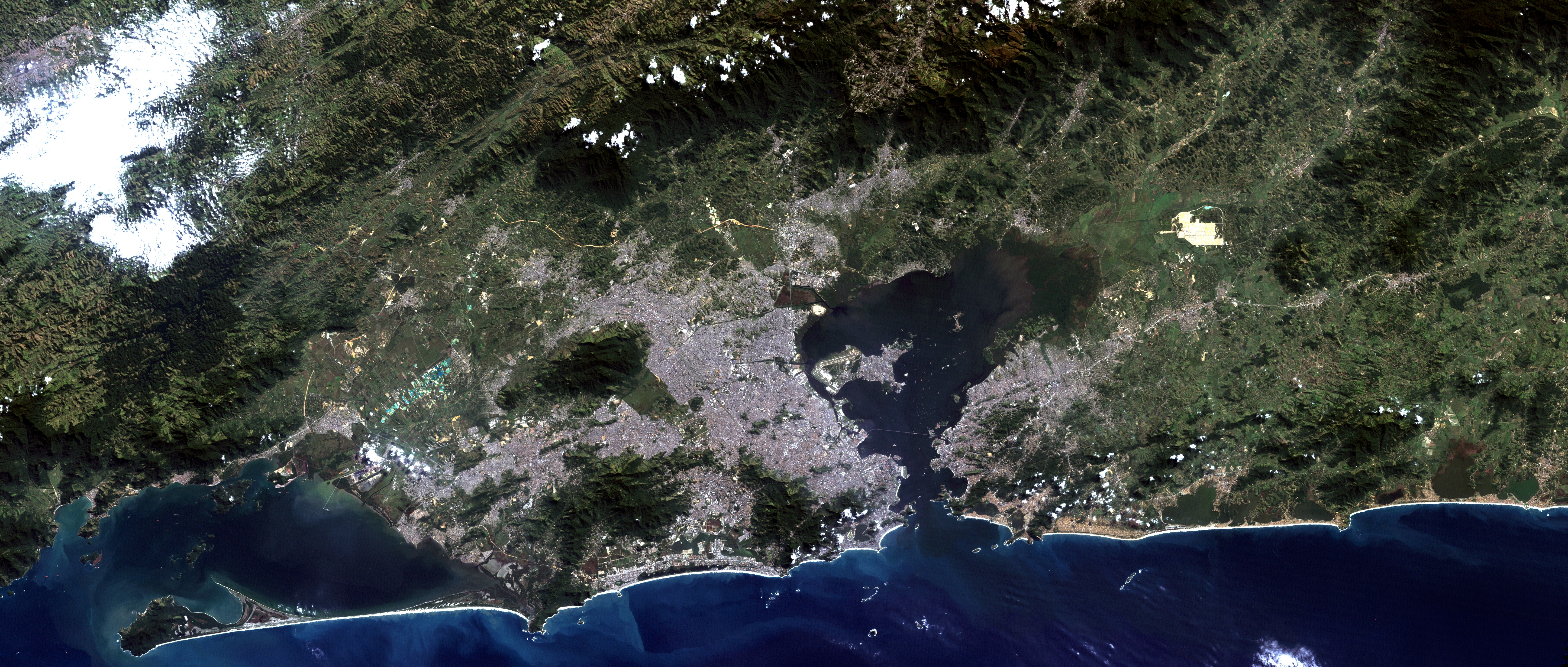
Rio de Janeiro (trái) và các vùng phụ cận nhìn từ ảnh vệ tinh Landsat 5, 2011-05-09.

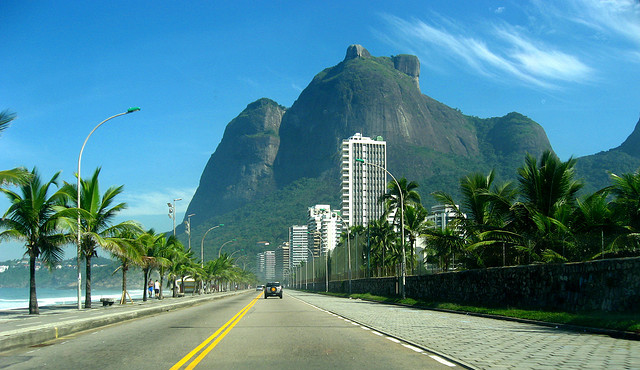
bãi biển Pedra da Gávea

Rio de Janeiro nằm trên một dãi dọc theo bờ biển Đại Tây Dương của Brasil, gần chí tuyến nam, nơi có bờ biển chạy theo hướng đông-tây. Hướng phần lớn về phía nam, thành phố được thành lập trên một eo biển thuộc vịnh Guanabara (Baía de Guanabara), và lới vào của eo biển này được đánh dấu bởi một điểm trên đất liền được gọi là "Pão de Açúcar" – "calling card" của thành phố.
Trung tâm (Centro) của Rio nằm trên các đồng bằng của bờ biển phía tây vịnh Guanabara. Phần lớn hơn của thành phố thường được gọi là vùng phía Bắc kéo dài về hướng bắc trên các đồng bằng được cấu tạo bởi trầm tích biển và lục địa và trên các quả đồi cũng như các núi đá. Phần phía nam của thành phố kéo dài đến các bờ biển nô ra vùng biển mở, bị các núi ven biển chia cắt với phần trung tâm và phía bắc. Các núi và đồi này là những nhánh của Serra do Mar kép dài về phía tây nam, một dãy núi cấu tạo bởi gneiss-granite cổ tạo thành các sườn phía nam của cao nguyên Brazil. Vùng phía tây rộng lớn kéo dài bị phân cắt bởi các địa hình núi, đã được nối liền bởi các đường bộ và đường hầm mới vào cuối thế kỷ XX.
Dân số của thành phố Rio de Janeiro định cư trên một khu vực có diện tích 1182,3 km2, vào khoảng 6.000.000. Dân số của vùng đại đô thị này vào khoảng 11–13.5 triệu. Thành phố này từng là thủ đô của Brazil cho đến năm 1960, khi Brasilia được chọn làm thủ đô.
Cư dân của thành phố được biết đến như là cariocas. Ca khúc chính thức của Rio là "Cidade Maravilhosa" của nhà soạn nhạc André Filho.

## Khí hậu

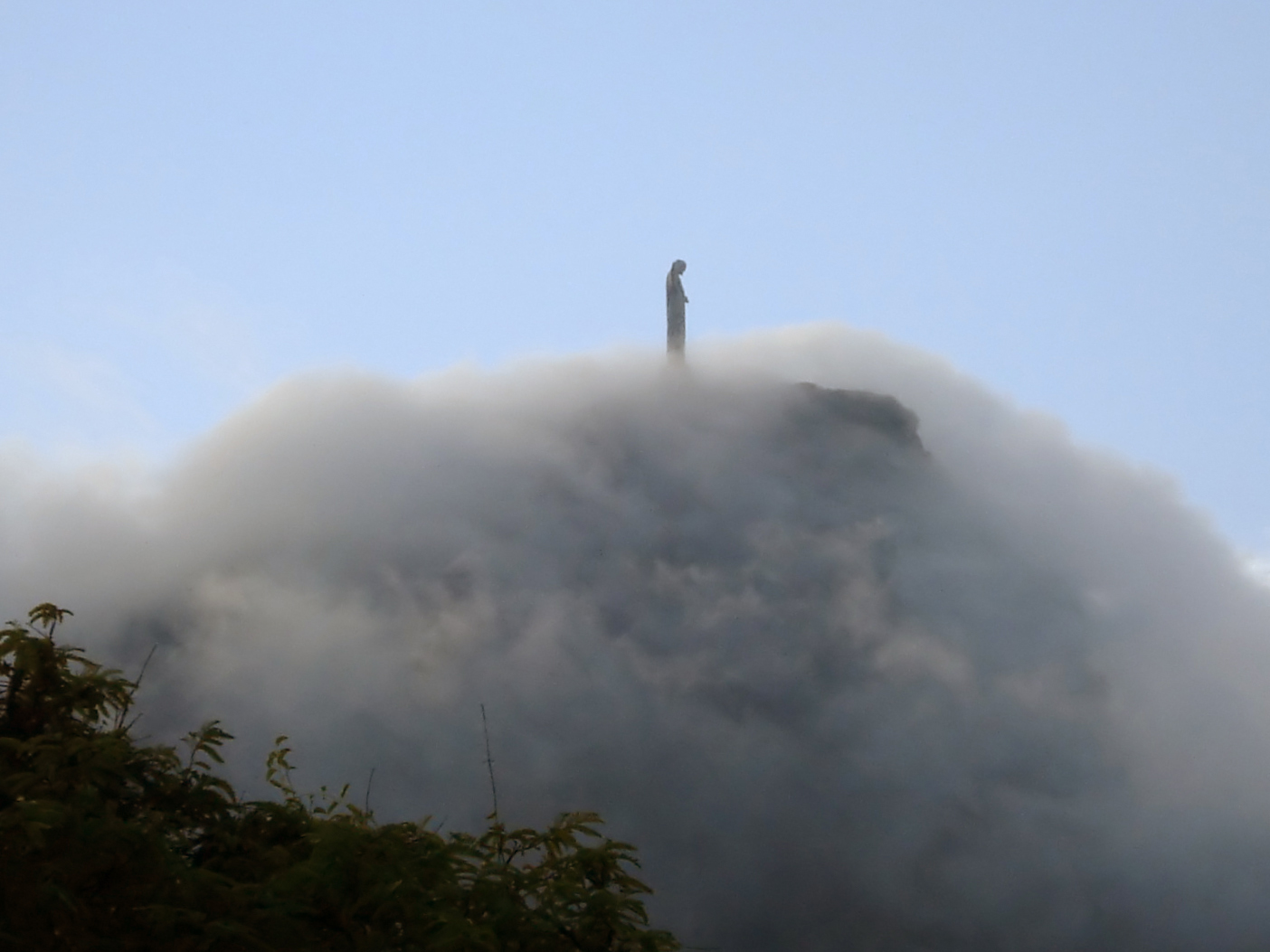
Đám mây dưới tượng Chúa cứu thế

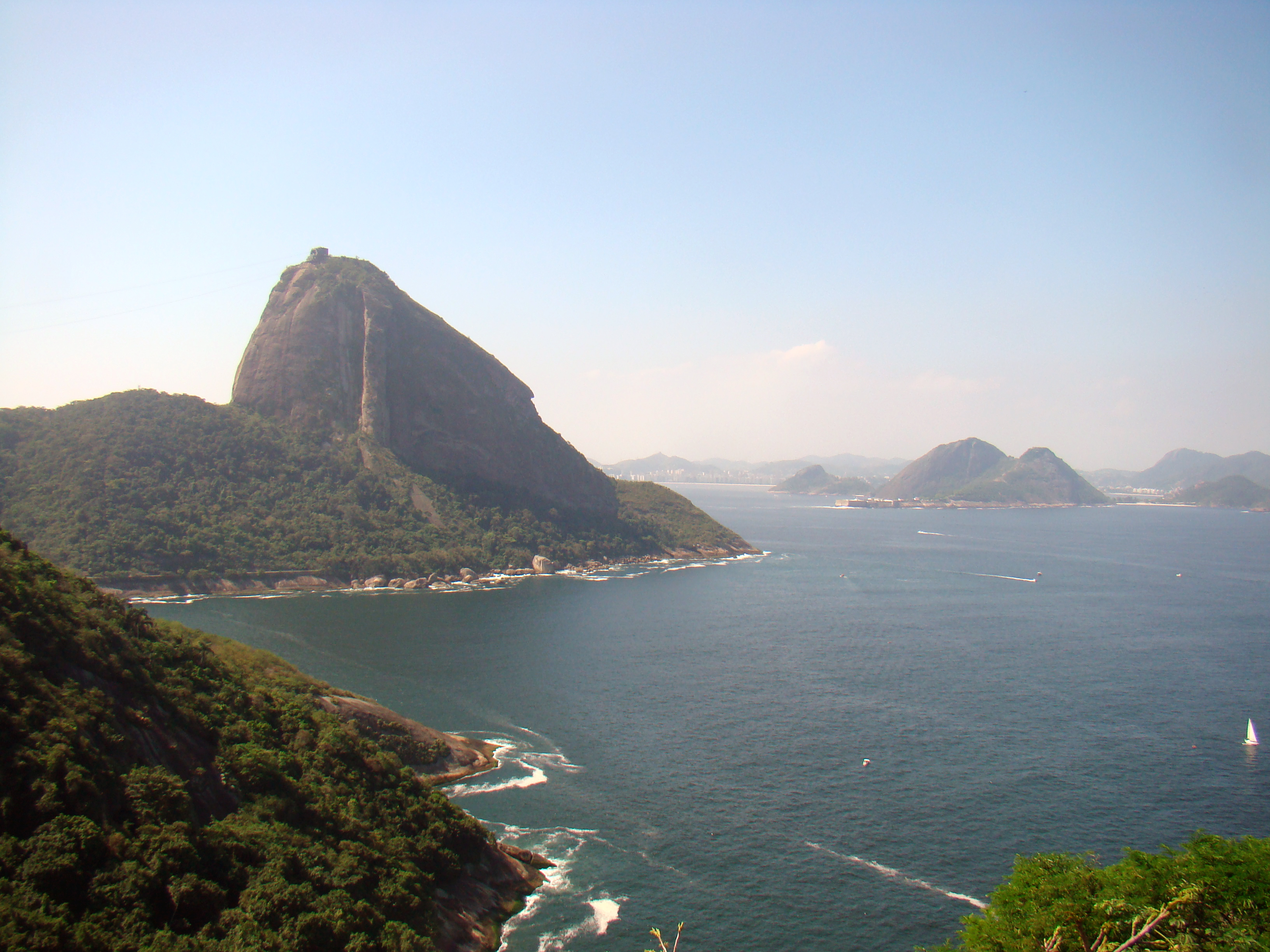
Núi Sugarloaf.

Rio thuộc vùng khí hậu savan nhiệt đới rất gần với ranh giới khí hậu nhiệt đới gió mùa theo phân loại khí hậu của Köppen, và thường đặc trưng bởi thời gian mưa kéo dài từ tháng 12 đến tháng 3 năm sau. Ở các khu vực thuộc đất liền của thành phố, nhiệt độ trên 40 °C thường xuất hiện trong suốt hè mặc dù hiếm gặp trong các giai đoạn dài trong khi nhiệt độ tối đa trên 27 °C có thể xuất hiện trong một tháng (monthly basis).
Dọc theo bờ biển, gió thay đổi hướng thường xuyên tạo ra nhiệt độ ôn hòa. Do vị trí địa lý, thành phố thường hứng chịu các đợt lạnh kéo đến đầu tiên từ Nam Cực, đặc biệt vào mùa thu và đông làm cho thời tiết lạnh đi. Hầu hết trong mùa hè các đợt mưa rào thường gây ra lũ và lở đất. Các vùng núi có lượng mưa lớn hơn vì chúng là lá chắn luồn gió ẩm thổi đến từ Đại Tây Dương.
Có người từng nói rằng thành phố từng hứng chịu các đợt sương giá trong quá khứ, nhưng thông tin này không bao giờ được xác nhận. Một số khu vực thuộc bang bang Rio de Janeiro từng có mưa đá nhưng không thường xuyên (hiện tượng này hiếm gặp hoặc chỉ xảy ra hạn chế trong một vài vùng thuộc vùng đại đô thị và các vùng ngoại ô phía tây của thành phố), mỗi 2 thập kỷ hoặc ít hơn ở một số khu vực, và ở những khu vực khác có tuyết trên một lần trong mỗi thế kỷ, chủ yếu ở các thành phố Resende và Itatiaia (vĩ độ thấp hơn so với Rio de Janeiro, nhưng ở độ cao lớn hơn), các khu vực lạnh nhất ở bên dưới Nam Brasil, và nhiều phần là có sương giá.
Nhiệt độ trung bình thấp nhất nhàng năm là 21 °C, nhiệt độ trung bình cao nhất hàng năm là 27 °C, và nhiệt độ trung bình hàng năm là 23 °C. Lượng mưa trung bình hàng năm là 1.175 mm.
Theo INMET, nhiệt độ thấp nhất ghi nhận được là 4,8 °C vào tháng 7 năm 1928 ở Campo dos Afonsos bairro (tiếng Bồ Đào Nha là "vùng lân cận"), và nhiệt độ tuyệt đối cao nhất là 44 °C vào tháng 2. Nhiệt độ thấp nhất từng xảy ra trong thế kỷ XXI cho đến nay là 8,1 °C ở Vila Militar vào tháng 7 năm 2011. Nói chung, nhiệt độ xuống dưới 10 °C là rất hiếm. Nhiệt độ ở Rio có sự khác biệt tùy thuộc vào địa hình, khoảng cách từ bờ biển và hướng gió. Vào mùa đông, thời tiết thường khá mát mẻ và ít mưa.
Nhiệt độ trung bình hàng năm của biển là dao động 23-24 °C, từ 22 °C trong giai đoạn tháng 7-10 đến 26 °C trong tháng 2 và tháng 3. Tháng khô nhất là tháng 8 còn tháng ẩm nhất là tháng 12.
| Dữ liệu khí hậu của Rio de Janeiro | Dữ liệu khí hậu của Rio de Janeiro | Dữ liệu khí hậu của Rio de Janeiro | Dữ liệu khí hậu của Rio de Janeiro | Dữ liệu khí hậu của Rio de Janeiro | Dữ liệu khí hậu của Rio de Janeiro | Dữ liệu khí hậu của Rio de Janeiro | Dữ liệu khí hậu của Rio de Janeiro | Dữ liệu khí hậu của Rio de Janeiro | Dữ liệu khí hậu của Rio de Janeiro | Dữ liệu khí hậu của Rio de Janeiro | Dữ liệu khí hậu của Rio de Janeiro | Dữ liệu khí hậu của Rio de Janeiro | Dữ liệu khí hậu của Rio de Janeiro |
| Tháng                              | 1                                  | 2                                  | 3                                  | 4                                  | 5                                  | 6                                  | 7                                  | 8                                  | 9                                  | 10                                 | 11                                 | 12                                 | Năm                                |
| ---------------------------------- | ---------------------------------- | ---------------------------------- | ---------------------------------- | ---------------------------------- | ---------------------------------- | ---------------------------------- | ---------------------------------- | ---------------------------------- | ---------------------------------- | ---------------------------------- | ---------------------------------- | ---------------------------------- | ---------------------------------- |
| Cao kỉ lục °C (°F)                 | 38.1 (100.6)                       | 37.7 (99.9)                        | 37.4 (99.3)                        | 37.1 (98.8)                        | 36.3 (97.3)                        | 32.5 (90.5)                        | 33.3 (91.9)                        | 35.9 (96.6)                        | 37.2 (99.0)                        | 36.8 (98.2)                        | 38.2 (100.8)                       | 39.0 (102.2)                       | 39.0 (102.2)                       |
| Trung bình ngày tối đa °C (°F)     | 30.1 (86.2)                        | 30.2 (86.4)                        | 29.4 (84.9)                        | 27.8 (82.0)                        | 26.4 (79.5)                        | 25.2 (77.4)                        | 25.0 (77.0)                        | 25.5 (77.9)                        | 25.4 (77.7)                        | 26.0 (78.8)                        | 27.4 (81.3)                        | 28.6 (83.5)                        | 27.3 (81.1)                        |
| Trung bình ngày °C (°F)            | 26.3 (79.3)                        | 26.6 (79.9)                        | 26.0 (78.8)                        | 24.4 (75.9)                        | 22.8 (73.0)                        | 21.8 (71.2)                        | 21.3 (70.3)                        | 21.8 (71.2)                        | 22.2 (72.0)                        | 22.9 (73.2)                        | 24.0 (75.2)                        | 25.3 (77.5)                        | 23.8 (74.8)                        |
| Tối thiểu trung bình ngày °C (°F)  | 23.3 (73.9)                        | 23.5 (74.3)                        | 23.3 (73.9)                        | 21.9 (71.4)                        | 20.4 (68.7)                        | 18.7 (65.7)                        | 18.4 (65.1)                        | 18.9 (66.0)                        | 19.2 (66.6)                        | 20.2 (68.4)                        | 21.4 (70.5)                        | 22.4 (72.3)                        | 21.0 (69.8)                        |
| Thấp kỉ lục °C (°F)                | 17.7 (63.9)                        | 18.9 (66.0)                        | 18.6 (65.5)                        | 16.2 (61.2)                        | 11.1 (52.0)                        | 11.6 (52.9)                        | 12.2 (54.0)                        | 10.6 (51.1)                        | 10.2 (50.4)                        | 10.1 (50.2)                        | 16.5 (61.7)                        | 17.1 (62.8)                        | 10.1 (50.2)                        |
| Lượng mưa trung bình mm (inches)   | 137.1 (5.40)                       | 130.4 (5.13)                       | 135.8 (5.35)                       | 94.9 (3.74)                        | 69.8 (2.75)                        | 42.7 (1.68)                        | 41.9 (1.65)                        | 44.5 (1.75)                        | 53.6 (2.11)                        | 86.5 (3.41)                        | 97.8 (3.85)                        | 134.2 (5.28)                       | 1.069,4 (42.10)                    |
| Số ngày mưa trung bình (≥ 1.0 mm)  | 11                                 | 7                                  | 8                                  | 9                                  | 6                                  | 6                                  | 4                                  | 5                                  | 7                                  | 9                                  | 10                                 | 11                                 | 93                                 |
| Độ ẩm tương đối trung bình (%)     | 79                                 | 79                                 | 80                                 | 80                                 | 80                                 | 79                                 | 77                                 | 77                                 | 79                                 | 80                                 | 79                                 | 80                                 | 79.1                               |
| Số giờ nắng trung bình tháng       | 211.9                              | 201.3                              | 206.4                              | 181.0                              | 186.3                              | 175.1                              | 188.6                              | 184.8                              | 146.2                              | 152.1                              | 168.5                              | 179.6                              | 2.181,8                            |
| Nguồn: INMET                       |                                    |                                    |                                    |                                    |                                    |                                    |                                    |                                    |                                    |                                    |                                    |                                    |                                    |

## Thiên nhiên
Rio de Janeiro được mệnh danh là thành phố giữa núi và biển với những bãi biển cát trắng trải dài, thảm thực vật của Vườn quốc gia Tijuca và Vườn bách thảo, đỉnh núi Corcovado (với bức tượng chúa Kitô nổi tiếng), những ngọn đồi xung quanh vịnh Guanabara... tất cả tạo ra một sự hài hòa cho một đô thị đông dân cư, góp phần vào phong cảnh văn hóa sống ngoài trời của thành phố.
Với những giá trị văn hóa, các công trình kiến trúc hài hòa với núi và biển, UNESCO đã công nhận Rio de Janeiro là di sản thế giới vào năm 2012 với các khu vực bao gồm: Bức tượng chúa Kitô, Vườn bách thảo, các công trình dọc bờ biển Copacabana, các công trình ở các ngọn đồi quanh Guanabara, công viên văn hóa của thành phố.

## Nhân khẩu học

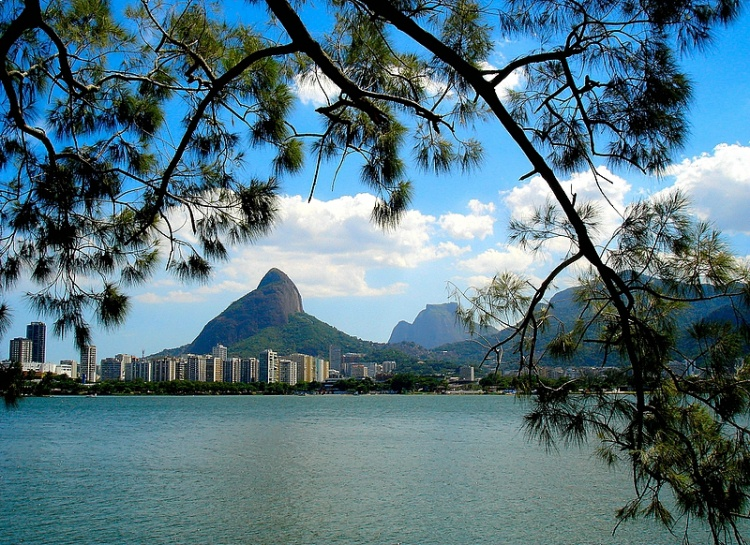
Đầm Rodrigo de Freitas.

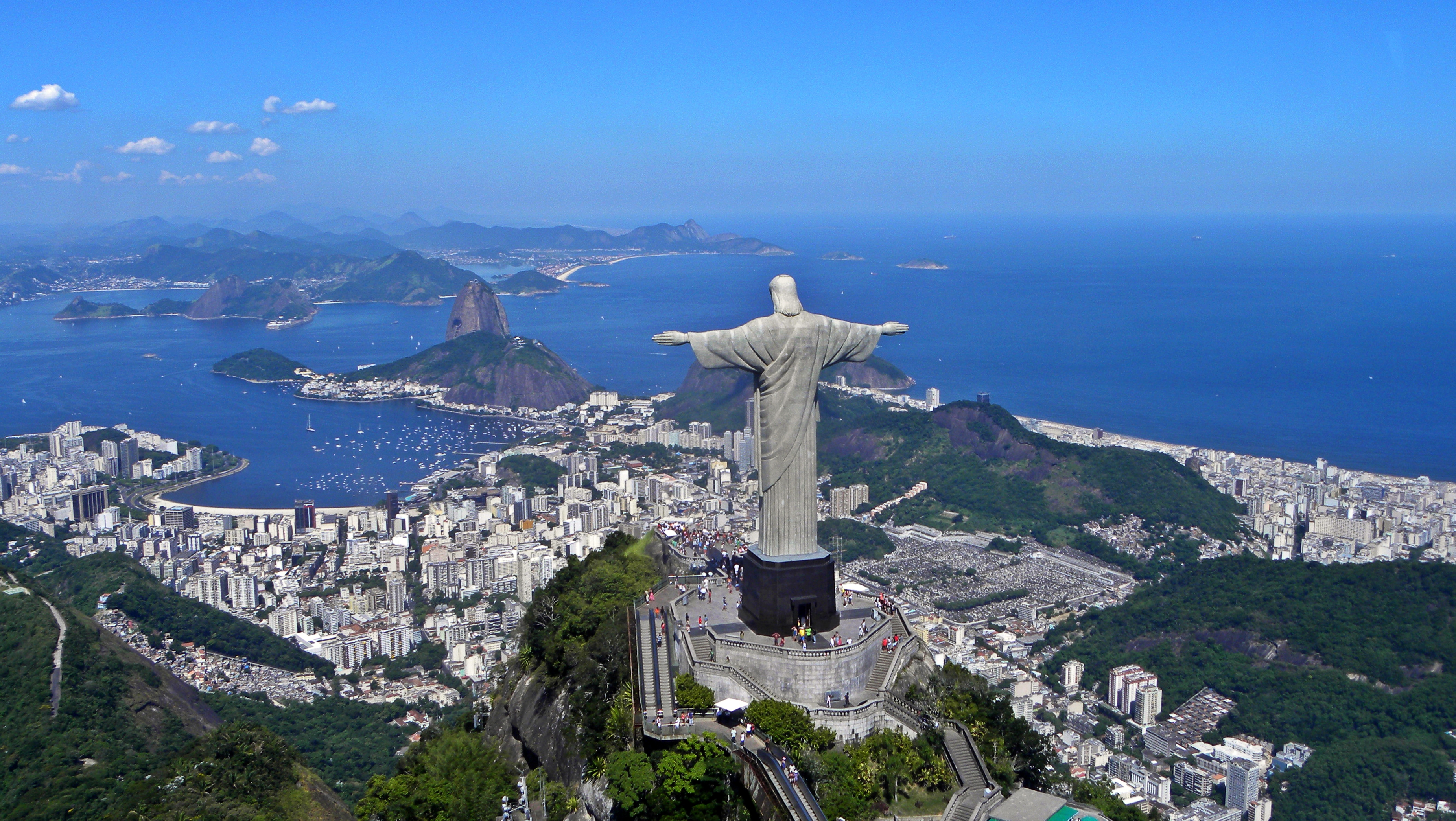
Tượng Chúa Kitô Cứu Thế (Rio de Janeiro), một trong Bảy kỳ quan thế giới mới.

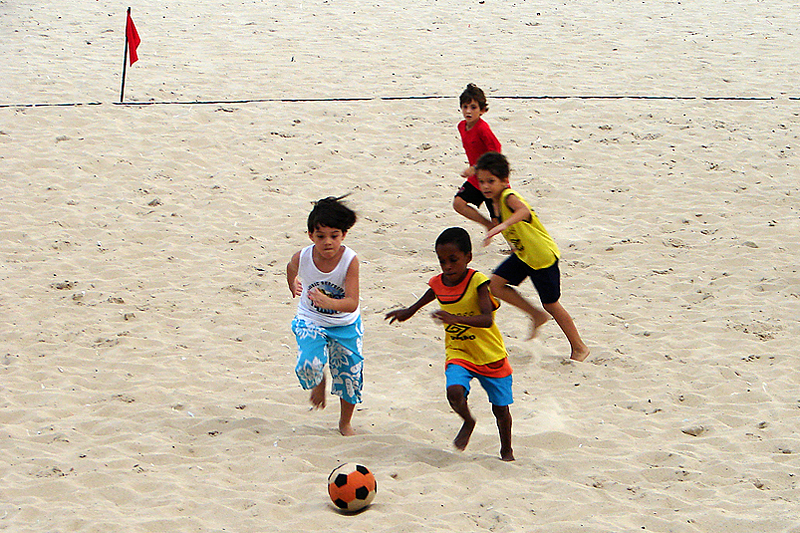
Trẻ em chơi đá banh trên bãi biển.

Theo Viện Địa lý và Thống kê Brasil, năm 2010 thành phố có 5.940.224 người định cư. Trong đó 3.234.812 là người da trắng (51,2%), 2.307.104 là người da nâu (36.5%), 724,197 là người da đen (11.5%), 46,484 người Đông Á (0.7%), 6,320 là người Amerindian (0.1%).
Năm 2010, Rio de Janeiro là thành phố đông dân thứ 2 Brasil sau São Paulo.. Cũng trong năm đó, thành phố có 1.200.697 cặp vợ chồng khác giới, và 5.612 cặp đồng giới (xem thêm Quyền LGBT ở Brazil). Dân số của Rio de Janeiro gồm 53,2% nữ và 46,8% nam.
Trước khi người châu Âu đến thuộc địa hóa, có ít nhất bảy dân tộc bản địa và nói 20 ngôn ngữ trong vùng này. Một phần trong đó sử dụng tiếng Bồ Đào Nha và một nhóm khác sử dụng tiếng Pháp. Những người nói tiếng Pháp sau đó bị tiêu diệt bởi những người Bồ Đào Nha, trong khi phần khác đã bị đồng hóa.
Rio de Janeiro là nơi định cư của phần lớn dân người Bồ Đào Nha ở ngoài Lisbon ở Bồ Đào Nha. Sau khi độc lập khỏi Bồ Đào Nha, Rio de Janeiro trở thành nơi đến của hàng trăm ngàn người di cư khỏi Bồ Đào Nha, chủ yếu trong đầu thế kỷ XX. Người nhập cư chủ yếu là nông dân nghèo sau đó họ tìm thấy sự hưng thịnh khi làm công nhân và tiểu thương ở Rio. Sự ảnh hưởng văn hóa của Bồ Đào Nha vẫn còn ở một số nơi trong thành phố (và các nơi khác của Rio de Janeiro), bao gồm kiến trúc và ngôn ngữ — hầu hết mỗi người bản địa của Brazil có liên kết văn hóa với Rio và nơi sinh sống biết cách làm thế nào để dễ dàng làm phân biệt giữa fluminense và các tiếng địa phương Brasil khác.
| Nhóm                                      | Dân số  | Tỉ lệ  |
| ----------------------------------------- | ------- | ------ |
| Người Bồ Đào Nha nhập cư                  | 106,461 | 20.36% |
| Người Brasil có ít nhất 01 người là bố mẹ | 161,203 | 30.84% |
| Người Bồ Đào Nha di cư và con cháu của họ | 267,664 | 51.2%  |

Cộng đồng người da đen được hình thành từ những cư dân mà tổ tiên của họ bị bán làm nô lệ, hầu hết từ Angola hoặc Mozambique, cũng như phần lớn người gốc Angolan, Mozambican và Tây Phi ở các phần khác của Brazil. Vũ điệu samba (từ Bahia với ảnh hưởng của Angolan) và các phiên bản lễ hội carnival địa phương nổi tiếng (từ châu Âu) đầu tiên chịu sự ảnh hưởng của cộng đồng người da đen ở Rio.

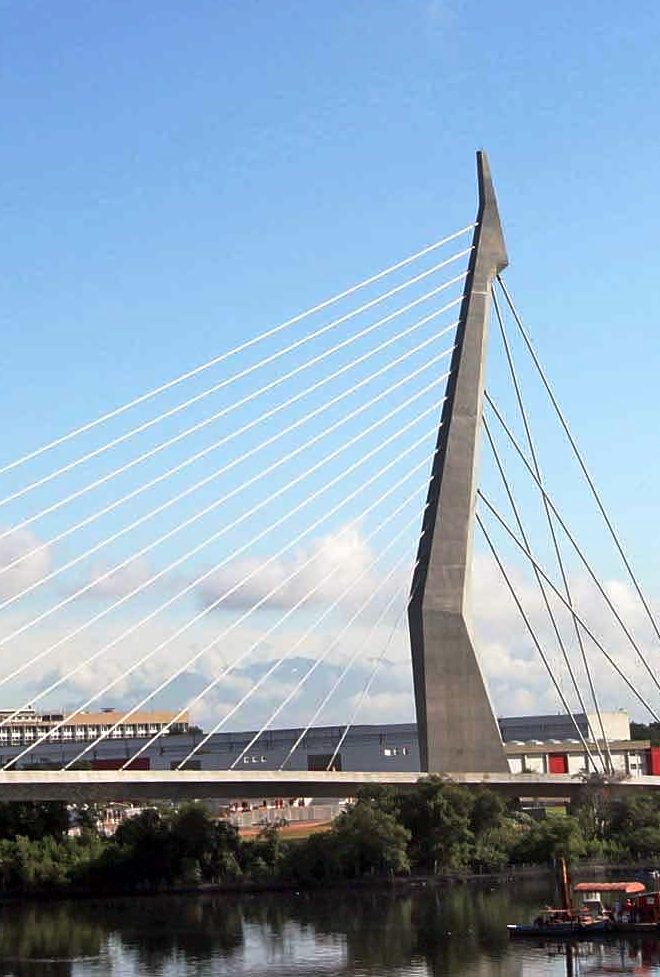
Cầu Knowledge kết nối đất liền và đảo thành phố Đại học của Đại học liên bang Rio de Janeiro.

## Kinh tế

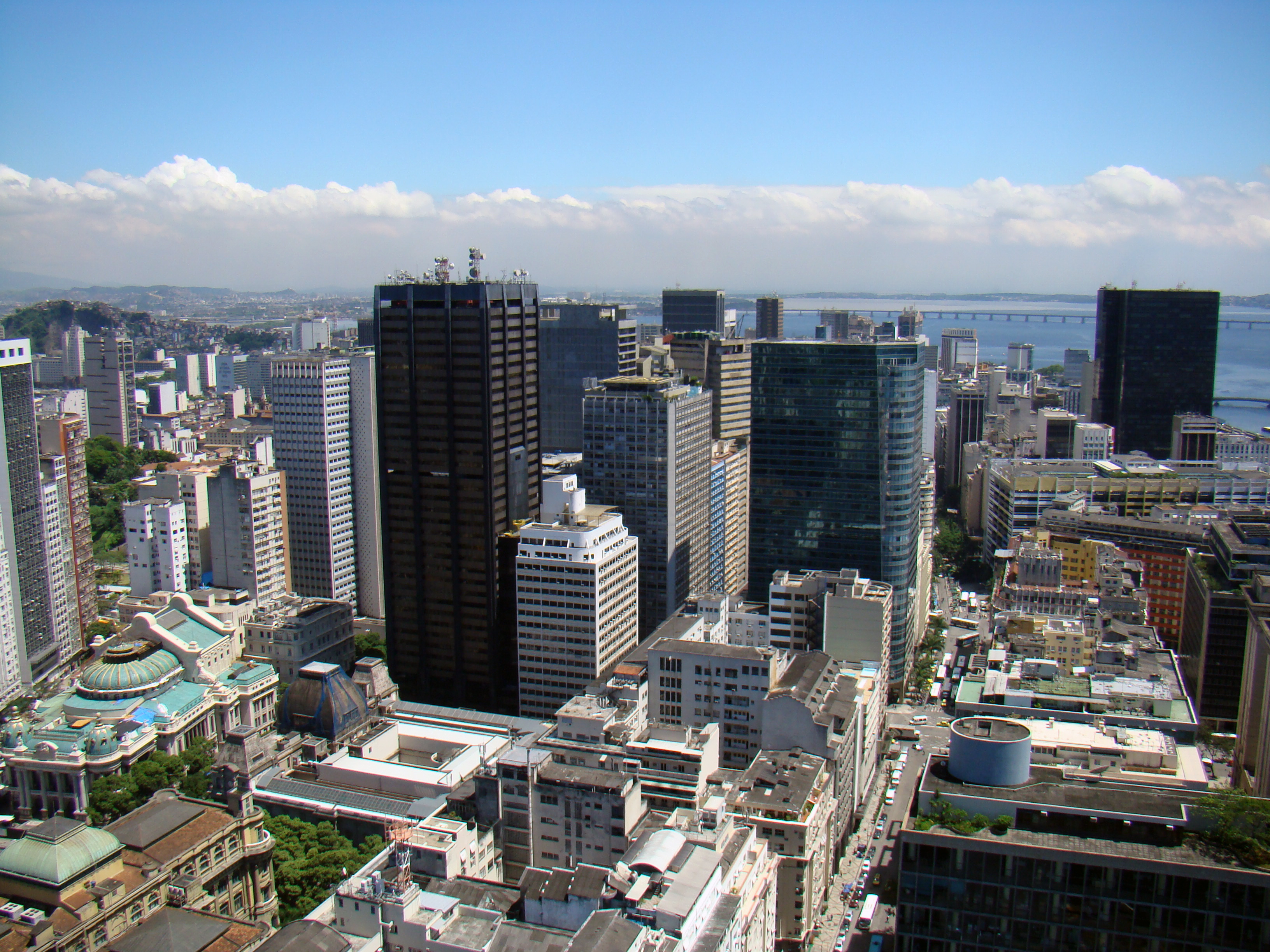
Một góc trung tâm tài chính của Rio de Janeiro, là một trong những thành phố cung cấp các dịch vụ tài chính ở Mỹ La tinh.

Rio de Janeiro có GDP lớn thứ 2 trong nhóm các thành phố ở Brasil xếp sau São Paulo. Theo IBGE, GDP năm 2008 khoảng 201 tỉ USD, chiếm 5,1% GDP toàn quốc. Lĩnh vực dịch vụ chiếm tỉ lệ lớn nhất (65,52%), xếp sau là từ thuế (23,38%), công nghiệp (11,06%) và nông nghiệp (0,04%).
Rio de Janeiro (năm 2014) là thành phố xuất khẩu lớn thứ hai ở Brasil. Hàng năm, Rio xuất khẩu tổng cộng 7,49 tỷ đô la Mỹ (USD) của hàng hoá. Ba hàng hoá xuất khẩu hàng đầu của đô thị là dầu thô (40%), sắt bán thành phẩm (16%), và thép bán thành phẩm (11%). Các loại nguyên liệu của các sản phẩm khoáng sản (42%) và kim loại (29%) chiếm 71% tổng xuất khẩu từ Rio.
Rio là một trung tâm tài chính quan trọng, chỉ đứng sau São Paulo về khối lượng kinh doanh. Thị trường chứng khoán, mặc dù giảm đáng kể so với São Paulo, nhưng vẫn có tầm quan trọng lớn. Những thập kỷ gần đây đã chứng kiến sự chuyển đổi mạnh mẽ về mặt kinh tế, ngày càng trở thành một trung tâm dịch vụ và doanh nghiệp lớn của quốc gia. [105] Thành phố này là trụ sở chính của các công ty viễn thông lớn, như Intelig, Oi và Embratel. Các tổ chức giải trí và truyền thông lớn của Braxin có trụ sở tại Rio de Janeiro như tổ chức Globo và một số tờ báo lớn của Brazil: Jornal do Brasil, O Dia, và Rio kinh doanh.

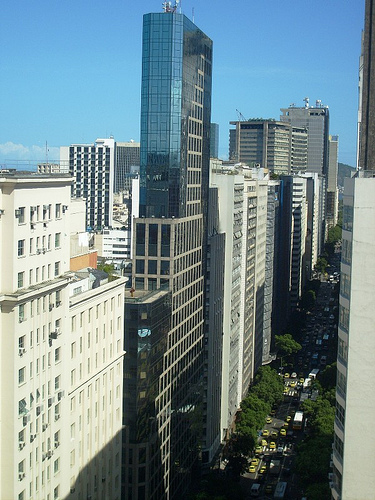
Rio Branco Avenue, một trong những trung tâm tài chính của thành phố

Du lịch và giải trí là những khía cạnh quan trọng khác của đời sống kinh tế của thành phố và thành phố này là điểm thu hút khách du lịch hàng đầu của cả người Brazil và người nước ngoài.
Để thu hút ngành công nghiệp, chính phủ nhà nước đã chỉ định một số khu vực ở ngoại ô thành phố như các khu công nghiệp nơi cung cấp cơ sở hạ tầng và việc bán đất được thực hiện theo những điều kiện đặc biệt. Dầu mỏ và khí tự nhiên từ các cánh đồng ngoài khơi bờ biển phía bắc của bang Rio de Janeiro là tài sản chính được sử dụng để phát triển các hoạt động sản xuất tại khu vực đô thị của Rio, cho phép nó cạnh tranh với các thành phố lớn khác để đầu tư vào ngành công nghiệp.
Do gần các cơ sở cảng của Rio, nhiều công ty xuất nhập khẩu của Brazil có trụ sở tại thành phố. Ở Greater Rio, nơi có thu nhập đầu người cao nhất ở Braxin, thương mại bán lẻ là đáng kể. Nhiều cửa hàng bán lẻ quan trọng nhất nằm ở Trung tâm, nhưng một số khác nằm rải rác khắp các khu thương mại của các quận khác, nơi các trung tâm mua sắm, siêu thị và các cơ sở bán lẻ khác chiếm một lượng lớn thương mại tiêu dùng
So với các thành phố khác, nền kinh tế Rio de Janeiro lớn thứ 2 ở Brazil, đứng sau São Paulo và là nền kinh tế lớn thứ 30 trên thế giới với GDP là 201,9 tỷ Rupee trong năm 2010. Thu nhập bình quân đầu người của thành phố là R $ 22,903 trong năm 2007 (khoảng US $ 14,630). Theo đánh giá của chính quyền thành phố Mercer về mức sống của người lao động nước ngoài, báo cáo cho thấy Rio de Janeiro đứng thứ 12 trong số các thành phố đắt nhất trên thế giới trong năm 2011, tăng từ vị trí thứ 29 năm 2010, sau São Paulo (xếp thứ 10), và trước Luân Đôn, Paris, Milano, và thành phố New York. Rio cũng có mức giá khách sạn đắt nhất ở Brazil, và tỷ lệ khách sạn năm sao hàng năm là thứ đắt nhất thế giới sau thành phố New York.

## Giáo dục

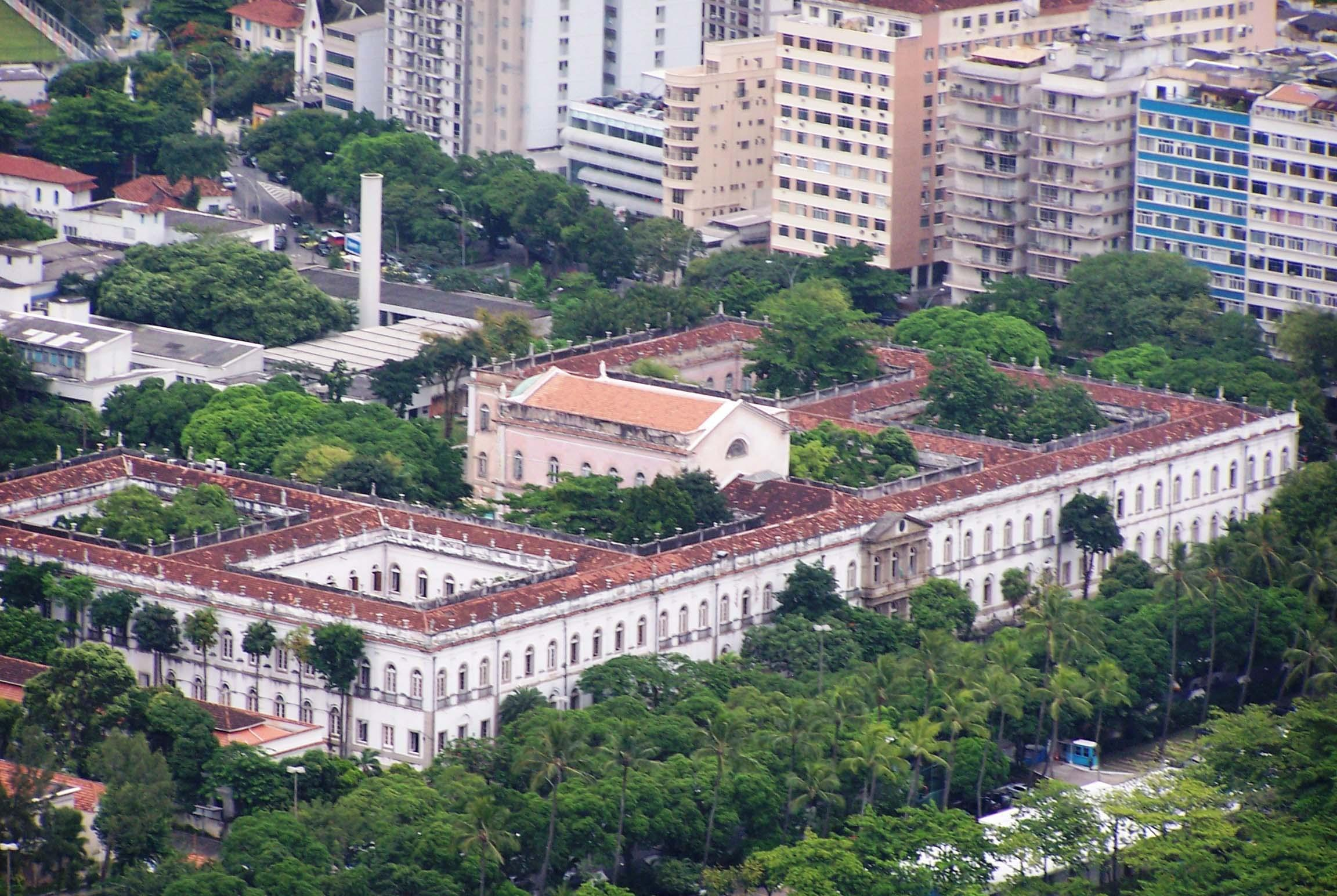
Đại học liên bang Rio de Janeiro.

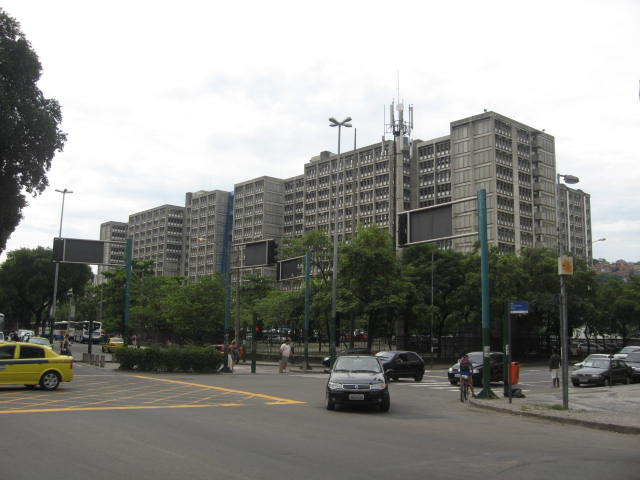
Đại học Rio de Janeiro.

Tiếng Bồ Đào Nha là quốc ngữ và là ngôn ngữ được giảng dạy chính thức tại các trường. Tiếng Anh và tiếng Tây Ban Nha cũng được giảng dạy chính thức một phần trong chương trình đào tạo tại các trường trung học. Ngoài ra, cũng có các trường quốc tế như American School of Rio de Janeiro, Our Lady of Mercy School, Corcovado German School, Lycée Français và British School of Rio de Janeiro.

### Các cơ sở giáo dục
Thành phố có nhiều trường đại học. Bộ Giáo dục Brasil đã xác nhận có khoảng 99 cơ sở đào tạo bậc trung học trở lên ở thành phố này. Một số cơ sở giáo dục đại học đáng chú ý là:
- Đại học liên bang Rio de Janeiro (UFRJ);
- Đại học Rio de Janeiro (UERJ);
- Đại học liên bang Rural do Rio de Janeiro (UFRRJ);
- Đại học liên bang Fluminense (UFF);
- Đại học Công giáo Rio de Janeiro (PUC-Rio);
- Getúlio Vargas Foundation (FGV);
- Học viện Kỹ thuật quân sự (IME);
- Viện Công nghệ Khoa học máy tính Rio de Janeiro (IST-Rio);
- Đại học liên bang tại Rio de Janeiro (UNIRIO);
- Đại học Estácio de Sá (UNESA);
- Học viện Quốc gia về toán cơ bản và ứng dụng (IMPA).

Có hơn 137 cơ sở đào tạo trong toàn bang Rio de Janeiro.

### Hệ thống giáo dục
Các trường tiểu học phần lớn chịu sự kiểm soát của chính quyền thành phố, trong khi vai trò của bang thì chi phối hệ thống các trường trung học. Cũng có một số nhỏ các trường chịu sự quản lý của chính quyền liên bang như trường hợp của Colégio Pedro II, Colégio de Aplicação da (UFRJ) và Centro Federal de Educação Tecnológica of Rio de Janeiro (CEFET-RJ). Ngoài ra, Rio cũng phát triển các trường tư thục ở tất cả các bậc học, cũng là nơi đặt trụ sở của nhiều trường cấp đại học.

## Phát triển con người
Phát triển con người của Rio thay đổi mang tính địa phương, phản ánh sự biệt không gian và bất bình đẳng kinh tế xã hội. Năm 2000, một số khu vực lân cận của Rio có chỉ số phát triển con người cao hơn hầu hết các quốc gia phát triển nhất trên thế giới.

### Các vấn đề xã hội

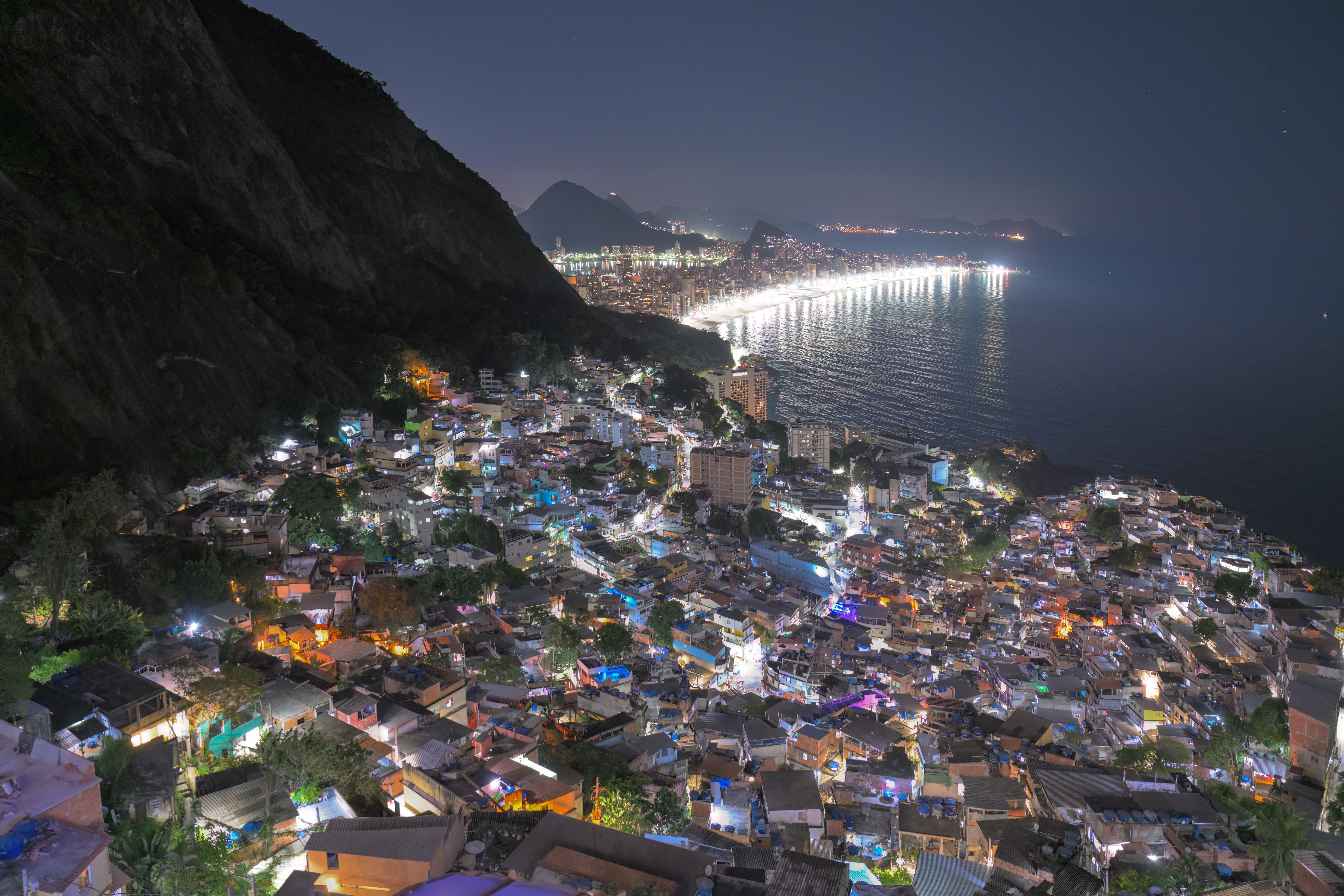
Favela ở Rio de Janeiro.

Có sự khác biệt đáng kể giữa người giàu và người nghèo ở Rio de Janeiro. Mặc dù thành phố được xếp vào nhóm các đô thị lớn trên thế giới, 1/5 dân cư sống trong các khu vực lân cận gọi là khu ổ chuột, là các khu nhà ở không có quy định nào cả. Trong các khu ổ chuột, 15% dân số là người nghèo, so với 10% tổng dân số. Chính phủ cũng có những giải pháp về vấn đề này như chương trình "Favela Bairro" nhằm di dời cư dân sống trong khu ổ chuột đến các chung cư như Cidade de Deus, và để cải thiện các điều kiện sống trong khu ổ chuột, và đưa các khu vực này lên ngang tầm với các khu khác của thành phố.

### Tội phạm
Rio có tỉ lệ tội phạm cao, đặc biệt là tội giết người ở São Cristóvão/Mangueira, Grande Tijuca và Copacabana/Leme. Năm 2006, 2.273 người bị sát hại trong thành phố, tương ứng với 37,7 trường hợp trên 100.000 dân. 
Theo một nghiên cứu của chính phủ liên bang, đô thị này xếp thứ 206 trên 5.565 trong danh sách các thành phố và đô thị có bạo lực cao nhất ở Brazil. Giữa năm 1978 và 2000, có 49.900 người bị giết ở Rio.
Cuộc chiến tranh ở thành thị liên quan đến cuộc chiến chống ma túy của cảnh sát chống lại bọn cướp, hoặc thậm chí là cảnh sát tham nhũng. Năm 2007, cảnh sát bị cáo buộc đã giết 1.330 người ở bang Rio de Janeiro, tăng 25% so với năm 2006 với 1.063 người bị giết. Trong khi đó cảnh sát trên khắp nước Mỹ đã giết 347 người trong năm 2006.

## Quan hệ quốc tế

### Thành phố kết nghĩa
Dưới đây là danh sách các thành phố kết nghĩa với Rio de Janeiro.
|           | Châu Mỹ                  |             | Châu Âu                                              |                  | Chau Á và châu Phi                  |
| --------- | ------------------------ | ----------- | ---------------------------------------------------- | ---------------- | ----------------------------------- |
| México    | Thành phố México, México | Hà Lan      | Amsterdam, Hà Lan                                    | Philippines      | Batangas City, Philippines          |
| Nicaragua | Managua, Nicaragua       | Nga         | Saint Petersburg, Nga                                | Nhật Bản         | Kobe, Nhật Bản                      |
| Venezuela | Caracas, Venezuela       | Ba Lan      | Warsaw, Ba Lan                                       | Tunisia          | Tunis, Tunisia                      |
| Chile     | Puerto Varas, Chile      | Bồ Đào Nha  | Lisbon, Santo Tirso và Vila Nova de Gaia, Bồ Đào Nha | Hàn Quốc         | Seoul, Hàn Quốc                     |
| Bolivia   | La Paz, Bolivia          | Tây Ban Nha | Barcelona, Tây Ban Nha                               | Tây Ban Nha      | Santa Cruz de Tenerife, Tây Ban Nha |
| Hoa Kỳ    | Miami, Hoa Kỳ            | Pháp        | Montpellier, Pháp                                    | Israel           | Petah Tikva, Israel                 |
| Hoa Kỳ    | Oklahoma City, Hoa Kỳ    | Anh         | Liverpool, Anh                                       | Ấn Độ            | Mumbai, Ấn Độ                       |
| Hoa Kỳ    | Newark, Hoa Kỳ           | Pháp        | Paris, Pháp                                          | Cộng hòa Nam Phi | Durban, Nam Phi                     |
| Hoa Kỳ    | Atlanta, Hoa Kỳ          | Bồ Đào Nha  | Guimarães và Póvoa de Varzim, Bồ Đào Nha             | Liban            | Beirut, Liban                       |
| Canada    | Vancouver, Canada        | Tây Ban Nha | Madrid, Spain                                        | Maroc            | Casablanca, Maroc                   |
| Argentina | Buenos Aires, Argentina  | Ukraina     | Kiev, Ukraina                                        | Nigeria          | Lagos, Nigeria                      |
| Brasil    | Belo Horizonte, Brasil   | România     | Bucharest, România                                   | Sénégal          | Rufisque, Sénégal                   |
| Brasil    | Natal, Brasil            | Thổ Nhĩ Kỳ  | Istanbul, Thổ Nhĩ Kỳ                                 | Trung Quốc       | Bắc Kinh, Trung Quốc                |
|           |                          | Gruzia      | Batumi, Gruzia                                       |                  |                                     |